# Rezultatele echipei naționale de fotbal a Angliei (1872-1899)
| · Rezultatele echipei naționale de fotbal a Angliei |
| --- |
| - 2000–prezent (Meciurile 764 →) - 1980–1999 (Meciurile 536 – 763 - 1960–1979 (Meciurile 337 – 535 - 1930–1959 (Meciurile 169 – 336) - 1900–1929 (Meciurile 68 – 168) - 1872–1899 (Meciurile 1 – 67) - meciuri neoficiale |

Aceasta este lista rezultatelor echipei naționale de fotbal a Angliei din 1872 până în 1899.

## Anii 1870

### 1872
| 30 NovemberMeci amical | Scoția | 0 – 0  | Anglia | Glasgow, Scoția            |  |
|                        |        | Report |        | Stadion: Hamilton Crescent |  |

### 1873
| 8 MarchMeci amical | Anglia                       | 4 – 2  | Scoția              | Londra, Anglia           |  |
|                    | Kenyon-Slaney Bonsor Chenery | Report | Renny-Tailyour Gibb | Stadion: Kennington Oval |  |

### 1874
| 7 MarchMeci amical | Scoția                | 2 – 1  | Anglia    | Glasgow, Scoția            |  |
|                    | Anderson A. MacKinnon | Report | Kingsford | Stadion: Hamilton Crescent |  |

### 1875
| 6 MarchMeci amical | Anglia           | 2 – 2  | Scoția         | Londra, Anglia           |  |
|                    | Wollaston Alcock | Report | McNiel Andrews | Stadion: Kennington Oval |  |

### 1876
| 4 MarchMeci amical | Scoția                     | 3 – 0  | Anglia | Glasgow, Scoția            |  |
|                    | B. MacKinnon McNiel Highet | Report |        | Stadion: Hamilton Crescent |  |

### 1877
| 3 MarchMeci amical | Anglia    | 1 – 3  | Scoția            | Londra, Anglia           |  |
|                    | Lyttleton | Report | Ferguson Richmond | Stadion: Kennington Oval |  |

### 1878
| 2 MarchMeci amical | Scoția                        | 7 – 2  | Anglia           | Glasgow, Scoția       |  |
|                    | B. MacKinnon McDougall McNiel | Report | Wylie A. Cursham | Stadion: Hampden Park |  |

### 1879
| 18 JanuaryMeci amical | Anglia          | 2 – 1  | Țara Galilor | Londra, Anglia           |  |
|                       | Whitfield Sorby | Report | Davies       | Stadion: Kennington Oval |  |

| 5 AprilMeci amical | Anglia                                          | 5 – 4  | Scoția                       | Londra, Anglia           |  |
|                    | Mosforth C. Bambridge Goodyer Parlane -' (o.g.) | Report | B. MacKinnon McDougall Smith | Stadion: Kennington Oval |  |

## Anii 1880

### 1880
| 13 MarchMeci amical | Scoția        | 5 – 4  | Anglia                       | Glasgow, Scoția       |  |
|                     | Ker Baird Kay | Report | Mosforth C. Bambridge Sparks | Stadion: Hampden Park |  |

| 15 MarchMeci amical | Țara Galilor          | 2 – 3  | Anglia         | Wrexham, Țara Galilor      |  |
|                     | W. Roberts J. Roberts | Report | Brindle Sparks | Stadion: Racecourse Ground |  |

### 1881
| 18 JanuaryMeci amical | Anglia | 0 – 1  | Țara Galilor | Blackburn, Anglia          |  |
|                       |        | Report | Vaughan      | Stadion: Alexandra Meadows |  |

| 12 MarchMeci amical | Anglia    | 1 – 6  | Scoția         | Londra, Anglia           |  |
|                     | Bambridge | Report | Smith Hill Ker | Stadion: Kennington Oval |  |

### 1882
| 18 FebruaryMeci amical | Irlanda | 0 – 13 | Anglia                                             | Belfast, Ireland      |  |
|                        |         | Report | Vaughton J. Brown A. Brown C. Bambridge H. Cursham | Stadion: Knock Ground |  |

| 11 MarchMeci amical | Scoția                     | 5 – 1  | Anglia   | Glasgow, Scoția       |  |
|                     | Harrower Ker McPherson Kay | Report | Vaughton | Stadion: Hampden Park |  |

| 13 MarchMeci amical | Țara Galilor                        | 5 – 3  | Anglia                    | Wrexham, Țara Galilor      |  |
|                     | Owen Morgan Jones -' (o.g.) Vaughan | Report | Mosforth Parry H. Cursham | Stadion: Racecourse Ground |  |

### 1883
| 3 FebruaryMeci amical | Anglia                           | 5 – 0  | Țara Galilor | Londra, Anglia           |  |
|                       | Mitchell C. Bambridge A. Cursham | Report |              | Stadion: Kennington Oval |  |

| 24 FebruaryMeci amical | Anglia                       | 7 – 0  | Irlanda | Liverpool, Anglia                |  |
|                        | Whateley Cobbold Dunn Pawson | Report |         | Stadion: Aigburth Cricket Ground |  |

| 10 MarchMeci amical | Anglia           | 2 – 3  | Scoția       | Sheffield, Anglia     |  |
|                     | Mitchell Cobbold | Report | Smith Fraser | Stadion: Bramall Lane |  |

### 1884
| 23 FebruaryHome Championship | Irlanda | 1 – 8  | Anglia                                       | Belfast, Ireland           |  |
|                              | McWha   | Report | Johnson A. Bambridge H. Cursham C. Bambridge | Stadion: Ballynafeigh Park |  |

| 15 MarchHome Championship | Scoția | 1 – 0  | Anglia | Glasgow, Scoția       |  |
|                           | Smith  | Report |        | Stadion: Hampden Park |  |

| 17 MarchHome Championship | Țara Galilor | 0 – 4  | Anglia                        | Wrexham, Țara Galilor      |  |
|                           |              | Report | Bromley-Davenport Bailey Gunn | Stadion: Racecourse Ground |  |

### 1885
| 28 FebruaryHome Championship | Anglia                                   | 4 – 0  | Irlanda | Manchester, Anglia     |  |
|                              | C. Bambridge J.Brown Spilsbury Lofthouse | Report |         | Stadion: Whalley Range |  |

| 14 MarchHome Championship | Anglia   | 1 – 1  | Țara Galilor | Blackburn, Anglia        |  |
|                           | Mitchell | Report | Wilding      | Stadion: Leamington Road |  |

| 21 MarchHome Championship | Anglia       | 1 – 1  | Scoția  | Londra, Anglia           |  |
|                           | C. Bambridge | Report | Lindsay | Stadion: Kennington Oval |  |

### 1886
| 13 MarchHome Championship | Irlanda  | 1 – 6  | Anglia                     | Belfast, Ireland           |  |
|                           | Williams | Report | Lindley Dewhurst Spilsbury | Stadion: Ballynafeigh Park |  |

| 27 MarchHome Championship | Scoția      | 1 – 1  | Anglia  | Glasgow, Scoția       |  |
|                           | Sommerville | Report | Lindley | Stadion: Hampden Park |  |

| 29 MarchHome Championship | Țara Galilor | 1 – 3  | Anglia              | Wrexham, Țara Galilor      |  |
|                           | Lewis        | Report | Brann Dewhurst Amos | Stadion: Racecourse Ground |  |

### 1887
| 5 FebruaryHome Championship | Anglia                   | 7 – 0  | Irlanda | Sheffield, Anglia     |  |
|                             | Dewhurst Cobbold Lindley | Report |         | Stadion: Bramall Lane |  |

| 26 FebruaryHome Championship | Anglia                           | 4 – 0  | Țara Galilor | Londra, Anglia           |  |
|                              | Cobbold Lindley Powell -' (o.g.) | Report |              | Stadion: Kennington Oval |  |

| 19 MarchHome Championship | Anglia           | 2 – 3  | Scoția            | Blackburn, Anglia        |  |
|                           | Lindley Dewhurst | Report | McCall Keir Allan | Stadion: Leamington Road |  |

### 1888
| 13 MarchHome Championship | Țara Galilor | 1 – 5  | Anglia                            | Crewe, Anglia          |  |
|                           | Doughty      | Report | Dewhurst Woodhall Lindley Goodall | Stadion: Nantwich Road |  |

| 17 MarchHome Championship | Scoția | 0 – 5  | Anglia                            | Glasgow, Scoția       |  |
|                           |        | Report | Lindley Hodgetts Dewhurst Goodall | Stadion: Hampden Park |  |

| 7 AprilHome Championship | Irlanda | 1 – 5  | Anglia                    | Belfast, Ireland           |  |
|                          | Crone   | Report | Dewhurst A. Allen Lindley | Stadion: Ballynafeigh Park |  |

### 1889
| 23 FebruaryHome Championship | Anglia                              | 4 – 1  | Țara Galilor | Stoke-on-Trent, Anglia   |  |
|                              | Goodall Dewhurst Southworth Bassett | Report | Owen         | Stadion: Victoria Ground |  |

| 2 MarchHome Championship | Anglia                         | 6 – 1  | Irlanda | Liverpool, Anglia |  |
|                          | Shelton Yates Lofthouse Brodie | Report | Wilton  | Stadion: Anfield  |  |

| 13 AprilHome Championship | Anglia  | 2 – 3  | Scoția               | Londra, Anglia           |  |
|                           | Bassett | Report | Munro Oswald McLaren | Stadion: Kennington Oval |  |

## Anii 1890

### 1890
| 15 MarchHome Championship | Țara Galilor | 1 – 3  | Anglia         | Wrexham, Țara Galilor      |  |
|                           | Lewis        | Report | Currey Lindley | Stadion: Racecourse Ground |  |

| 15 MarchHome Championship | Irlanda  | 1 – 9  | Anglia                                   | Belfast, Ireland           |  |
|                           | Reynolds | Report | Geary Townley Lofthouse Davenport Barton | Stadion: Ballynafeigh Park |  |

| 5 AprilHome Championship | Scoția    | 1 – 1  | Anglia | Glasgow, Scoția       |  |
|                          | McPherson | Report | Wood   | Stadion: Hampden Park |  |

### 1891
| 7 MarchHome Championship | Anglia                                 | 6 – 1  | Irlanda   | Wolverhampton, Anglia |  |
|                          | Lindley Bassett Cotterill Henfrey Daft | Report | Whiteside | Stadion: Molineux     |  |

| 8 MarchHome Championship | Anglia                              | 4 – 1  | Țara Galilor | Sunderland, Anglia                |  |
|                          | Goodall Southworth Chadwick Milward | Report | Howell       | Stadion: Newcastle Road (stadium) |  |

| 6 AprilHome Championship | Anglia           | 2 – 1  | Scoția | Blackburn, Anglia   |  |
|                          | Goodall Chadwick | Report | Watt   | Stadion: Ewood Park |  |

### 1892
| 5 MarchHome Championship | Țara Galilor | 0 – 2  | Anglia             | Wrexham, Țara Galilor      |  |
|                          |              | Report | Henfrey Sandilands | Stadion: Racecourse Ground |  |

| 5 MarchHome Championship | Irlanda | 0 – 2  | Anglia | Belfast, Ireland  |  |
|                          |         | Report | Daft   | Stadion: Solitude |  |

| 2 AprilHome Championship | Scoția | 1 – 4  | Anglia                      | Glasgow, Scoția     |  |
|                          | Bell   | Report | Chadwick Goodall Southworth | Stadion: Ibrox Park |  |

### 1893
| 25 FebruaryHome Championship | Anglia                              | 6 – 1  | Irlanda  | Birmingham, Anglia       |  |
|                              | Gilliat Smith Winckworth Sandilands | Report | Gaffikin | Stadion: Wellington Road |  |

| 13 MarchHome Championship | Anglia                                      | 6 – 0  | Țara Galilor | Stoke-on-Trent, Anglia   |  |
|                           | Spiksley Bassett Goodall Reynolds Schofield | Report |              | Stadion: Victoria Ground |  |

| 1 AprilHome Championship | Anglia                              | 5 – 2  | Scoția         | Londra, Anglia                    |  |
|                          | Gosling Cotterill Spiksley Reynolds | Report | Waddell Sellar | Stadion: Richmond Athletic Ground |  |

### 1894
| 3 MarchHome Championship | Irlanda          | 2 – 2  | Anglia         | Belfast, Ireland  |  |
|                          | Stanfield Gibson | Report | Devey Spiksley | Stadion: Solitude |  |

| 12 MarchHome Championship | Țara Galilor | 1 – 5  | Anglia                         | Wrexham, Țara Galilor      |  |
|                           | Bowdler      | Report | Veitch Parry -' (o.g.) Gosling | Stadion: Racecourse Ground |  |

| 7 AprilHome Championship | Scoția         | 2 – 2  | Anglia           | Glasgow, Scoția      |  |
|                          | Lambie McMahon | Report | Goodall Reynolds | Stadion: Celtic Park |  |

### 1895
| 9 MarchHome Championship | Anglia                                                  | 9 – 0  | Irlanda | Derby, Anglia                  |  |
|                          | Torrens -' (o.g.) Bloomer Becton Bassett Howell Goodall | Report |         | Stadion: County Cricket Ground |  |

| 18 MarchHome Championship | Anglia     | 1 – 1  | Țara Galilor | Londra, Anglia        |  |
|                           | Sandilands | Report | Lewis        | Stadion: Queen's Club |  |

| 6 AprilHome Championship | Anglia                            | 3 – 0  | Scoția | Liverpool, Anglia      |  |
|                          | Bloomer Gibson -' (o.g.) S. Smith | Report |        | Stadion: Goodison Park |  |

### 1896
| 7 MarchHome Championship | Irlanda | 0 – 2  | Anglia              | Belfast, Ireland  |  |
|                          |         | Report | G. O. Smith Bloomer | Stadion: Solitude |  |

| 16 MarchHome Championship | Țara Galilor | 1 – 9  | Anglia                              | Cardiff, Țara Galilor      |  |
|                           | Chapman      | Report | G. O. Smith Bloomer Bassett Goodall | Stadion: Cardiff Arms Park |  |

| 4 AprilHome Championship | Scoția      | 2 – 1  | Anglia  | Glasgow, Scoția      |  |
|                          | Lambie Bell | Report | Bassett | Stadion: Celtic Park |  |

### 1897
| 20 FebruaryHome Championship | Anglia                     | 6 – 0  | Irlanda | Nottingham, Anglia    |  |
|                              | Bloomer Wheldon Athersmith | Report |         | Stadion: Trent Bridge |  |

| 29 MarchHome Championship | Anglia                  | 4 – 0  | Țara Galilor | Sheffield, Anglia     |  |
|                           | Needham Bloomer Milward | Report |              | Stadion: Bramall Lane |  |

| 3 AprilHome Championship | Anglia  | 1 – 2  | Scoția        | Londra, Anglia          |  |
|                          | Bloomer | Report | Hyslop Millar | Stadion: Crystal Palace |  |

### 1898
| 5 MarchHome Championship | Irlanda       | 2 – 3  | Anglia                        | Belfast, Ireland  |  |
|                          | Pyper McAllen | Report | G. O. Smith Athersmith Morren | Stadion: Solitude |  |

| 28 MarchHome Championship | Țara Galilor | 0 – 3  | Anglia              | Wrexham, Țara Galilor      |  |
|                           |              | Report | G. O. Smith Wheldon | Stadion: Racecourse Ground |  |

| 2 AprilHome Championship | Scoția | 1 – 3  | Anglia          | Glasgow, Scoția      |  |
|                          | Millar | Report | Wheldon Bloomer | Stadion: Celtic Park |  |

### 1899
| 18 FebruaryHome Championship | Anglia                                                         | 13 – 2 | Irlanda                    | Sunderland, Anglia  |  |
|                              | Frank Forman Fred Forman Athersmith G. O. Smith Bloomer Settle | Report | McAllen -' (pen.) Campbell | Stadion: Roker Park |  |

| 20 MarchHome Championship | Anglia                      | 4 – 0  | Țara Galilor | Bristol, Anglia      |  |
|                           | Needham Bloomer Fred Forman | Report |              | Stadion: Ashton Gate |  |

| 8 AprilHome Championship | Anglia             | 2 – 1  | Scoția   | Birmingham, Anglia  |  |
|                          | G. O. Smith Settle | Report | Hamilton | Stadion: Villa Park |  |